# Brendan Smith (polityk)
Brendan Coleman Smith, irl. Breandán Mac Gabhann (ur. 1 czerwca 1956 w Cavan) – irlandzki polityk, działacz Fianna Fáil, parlamentarzysta, w latach 2008–2011 minister.

## Życiorys
Kształcił się w St. Camillus College, następnie ukończył politologię i ekonomię na University College Dublin. Zaangażował się w działalność polityczną w ramach Fianna Fáil. Pracował jako doradca polityczny partii i ministrów swojego ugrupowania.
W 1992 po raz pierwszy został wybrany do Dáil Éireann. Do niższej izby irlandzkiego parlamentu z powodzeniem ubiegał się o reelekcję w kolejnych wyborach w 1997, 2002, 2007, 2011, 2016, 2020 i 2024.
We wrześniu 2004 został sekretarzem stanu w departamencie rolnictwa i żywności. W czerwcu 2007 przeszedł na stanowisko sekretarza stanu do spraw dzieci, uzyskując uprawnienie do udziału w posiedzeniach gabinetu. W maju 2008 został ministrem rolnictwa, rybołówstwa i żywności w rządzie Briana Cowena. W styczniu 2011 dodatkowo powierzono mu funkcję ministra sprawiedliwości. Zakończył urzędowanie w marcu tegoż roku wkrótce po tym, jak jego partia przegrała wybory parlamentarne.